# Uman
Uman (em língua ucraniana e em russo:  Умань) é uma cidade do óblast de Tcherkássi, na Ucrânia, e o centro administrativo do distrito de Uman. Está situada a cerca de 200 km a sul da capital Kiev. A sua população era de 87 850 habitantes em 2007.

## História
Construída na confluência do rio Kamenka e do rio Umanka, Uman deve o seu nome a este último.
Praça-forte importante no século XVII, Uman foi construída para repelir as invasões dos tártaros. Um forte regimento de cossacos foi aí colocado. Em 1670–1674, Uman foi residência do Hetman da margem direita da Ucrânia.
A cidade foi sede da nobreza rica de Potocki até 1824, depois da sua integração no Império Russo. Muitas residências aristocráticas foram aí construídas nessa época, bem como o célebre Parque Sofiyivsky, com 150 hectares, e que deve o seu nome à esposa (Sofia) do conde Stanislav Potocki.
Foi igualmente ponto de convergência de uma importante comunidade judia nos séculos XVIII e XIX. Ainda hoje, a peregrinação dos judeus chassídicos ao túmulo do rebe Nachman de Breslau, atrai muitos crentes todos os anos, e em particular a mais importante peregrinação na festa de Rosh Hashaná que reúne milhares de fiéis.  Esta prática data de 1811, o ano seguinte ao enterro do rabino Nachman. O rebe disse que deveriam juntar-se-lhe no Rosh Hashaná, e que deste modo ficou estabelecida a peregrinação.
Durante a Segunda Guerra Mundial, a cidade foi ocupada pelo exército alemão e libertada pelo Exército Vermelho em 6 de Março de 1944. Nas proximidades de Uman ocorreu em 1941 a batalha de Uman, onde o exército da Alemanha Nazi cercou o Exército Vermelho.
Durante os tempos do regime comunista da União Soviética a peregrinação foi proibida pelas autoridades, sendo retomada em 1989
O general soviético Ivan Chernyakhovsky, o escritor iídiche Hershl Polyanker e o escritor e tradutor ucraino-brasileiro Boris Schnaiderman nasceram em Uman.

## População
| 1860   | 1900   | 1914   | 1926   | 1959   |
| ------ | ------ | ------ | ------ | ------ |
| 10 100 | 29 900 | 50 000 | 44 800 | 45 000 |
| 1970   | 1979   | 1989   | 2001   | 2007   |
| 63 000 | 78 897 | 90 596 | 88 735 | 87 850 |

|            | Recenseamento de 1926 | Recenseamento de 1959 |
| ---------- | --------------------- | --------------------- |
| Ucranianos | 43,3 %                | 76,5 %                |
| Judeus     | 49,5 %                | 5,0 %                 |
| Russos     | 4,6 %                 | 16,0 %                |

## Economia
Importante centro industrial e mineiro, Uman tem igualmente reputação pelo fabrico de instrumentos científicos. As principais empresas são :
- Umanfermmach (em em ucraniano:  Уманьферммаш): Desde 1970 fabrica equipamentos agrícolas, emprega 2 155 pessoas (2006).
- Umanski Zavod Megommetr (em em russo:  Уманский завод Мегомметр : voltímetros e instrumentos de medida da corrente eléctrica, etc. Emprega 1 250 pessoas (2006).

## Imagens

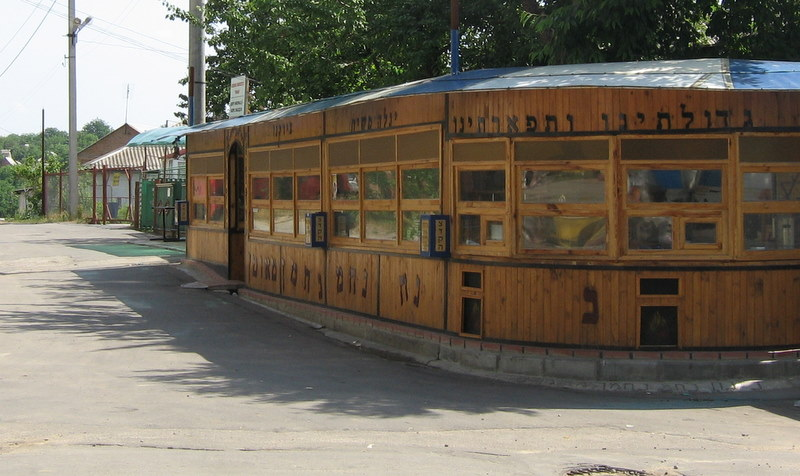
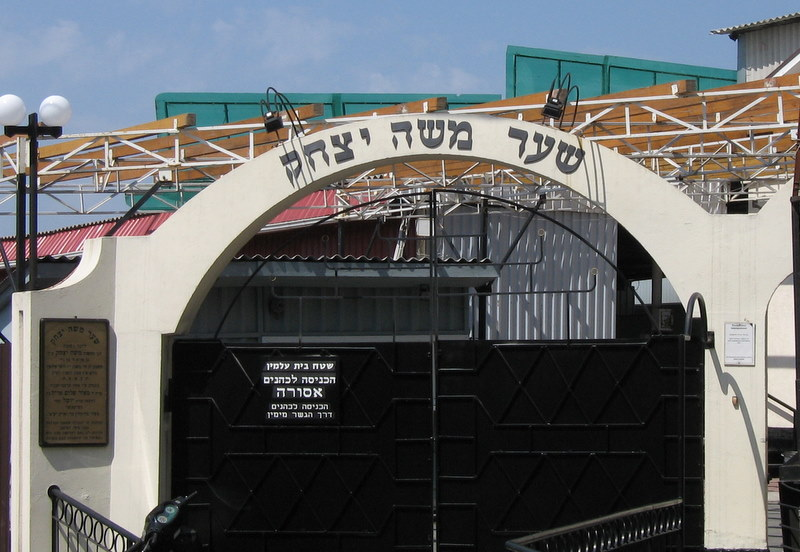
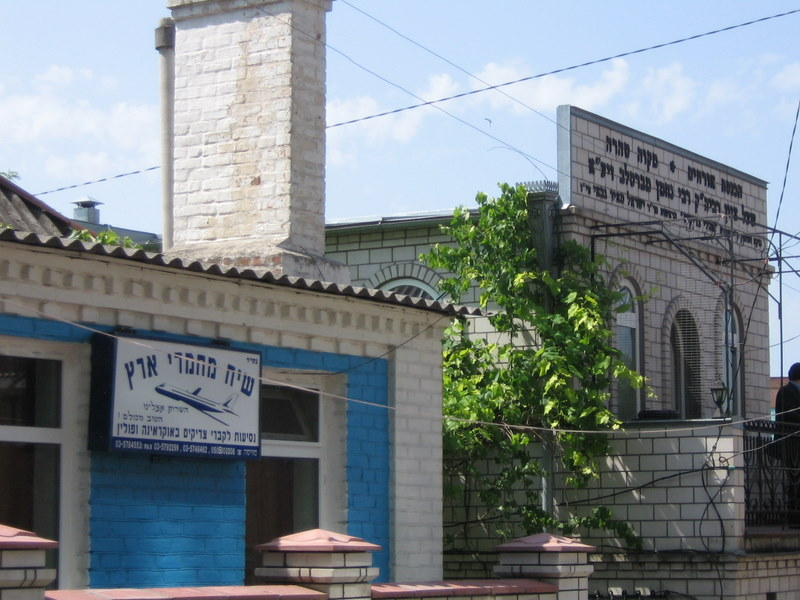
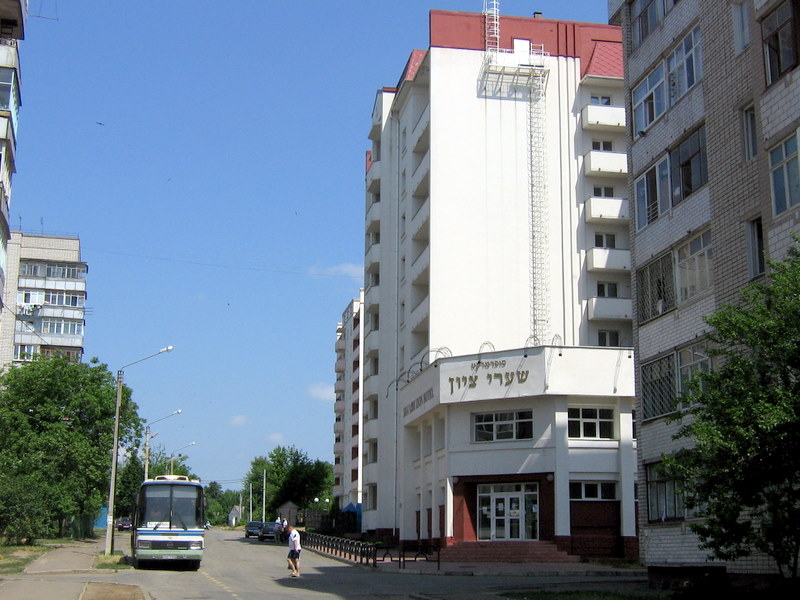